# Тука, Амель
Амель Тука (босн. Amel Tuka; род. 9 января 1991, Какань) — боснийский легкоатлет, призёр чемпионатов мира 2015 года и 2019 годов. Специализируется на дистанции 800 метров. 

## Карьера
Тука выступал в клубе Зеница после того, как выиграл местные соревнования в одноимённом городе.
В 2013 году Амель Тука выступал в третьей лиге Командного чемпионата Европы, где показал время 1.51,11, а уже менее чем через улучшил это достижение на пять секунд на чемпионате Европы среди молодёжи, и этот результат стал новым национальным рекордом (1.46,29). После чемпионата он переехал из Боснии в Италию, где стал тренироваться с новым тренером Джанни Гидини в Вероне.
В 2014 году выступал на чемпионате Европы, где в беге на 800 метров стал восьмым, показав время 1.46,12. Это время стало его новым личным рекордом.
В 2015 году квалифицировался на Игры в Рио, вновь улучшив свой личный рекорд. Он пробежал дистанцию 800 метров за 1.44,19 на турнире в Веленье (1 июля), а спустя менее двух недель опять улучшил результат, пробежав в Мадриде любимую дистанцию за 1.43,84. Этот результат оказался седьмым в мире в текущем сезоне, такое же время показал Борис Бериан. Спустя шесть дней Амель участвовал на турнире Herculis в Монако, ещё сильнее улучшив результат. Он пробежал дистанцию за 1.42,51.
Амель Тука подошёл к чемпионату мира в Пекине в качестве лидера сезона на дистанции 800 метров, выиграв свой забег в квалификации с временем 1.46,12. 25 августа 2015 года он принял участие в финале, который прошёл вечером в 20:53 по местному времени при температуре 24 °C. Несмотря на высокие результаты по ходу сезона, Тука не сумел даже близко к ним приблизиться, и стал третьим с результатом 1.46,30. Кениец Дэвид Рудиша, мировой рекордсмен на этой дистанции, также был далёк от своего лучшего результата, уступив самому себе около пяти секунд.
В 2016 году принял участие на Олимпийских играх, будучи флагоносцем сборной Боснии и Герцеговины на церемонии открытия Игр. Он преодолел предварительный раунд 800-метровой дистанции, однако в финал выйти не смог. Тука показал двенадцатое время в полуфинальных забегах (1.45,24).
На чемпионате мира 2017 года в Лондоне не смог преодолеть первый раунд соревнований, став 21-м (1.46,54). Спустя год на чемпионате Европы в Берлине босниец преодолел первый раунд, став вторым в своём забеге (1.46,47), однако в полуфинале пробежал почти на секунду хуже и не смог выйти в финал, став в итоге тринадцатым (1.47,24).
На предолимпийском чемпионате мира, который состоялся в Катаре в 2019 году, боснийский спортсмен на дистанции 800 метров в финале прибежал к финишу вторым, показав результат 1.43,47 и стал серебряным призёром мирового первенства. 